# Arnaldo de Siqueira Pinto da Luz
Arnaldo de Siqueira Pinto da Luz (Rio de Janeiro, 1875 — Rio de Janeiro, 1961) foi um militar brasileiro.
Foi ministro da Marinha do Brasil, durante o Governo Washington Luís de 20 de abril de 1926 a 20 de outubro de 1930.